# Кок-сагыз
Кок-сагы́з (лат. Taraxacum kok-saghyz) — многолетнее травянистое растение рода Одуванчик семейства Астровые (Asteraceae), каучуконос.

## Распространение и экология
В естественных условиях растение произрастает в Средней Азии, на территории Казахстана, Кыргызстана и Узбекистана, распространено в межгорных долинах Восточного Тянь-Шаня, натурализовано в Австралии на острове Тасмания.
Произрастает на высоте от 1 800 до 2 100 метров над уровнем моря, преимущественно на более-менее засоленных почвах, галечниках и зарослях чия.

## Ботаническое описание
Растение с довольно толстым, вертикальным корнем. Корни содержат до 14 % каучуковых веществ в сухом весе. Максимальное количество каучука в кок-сагызе доходит до 27,55 %
Корневая шейка одета многочисленными темно-бурыми остатками отмерших листьев. Листья многочисленные, голые 2,5—10 см длины и 0,5—3 см ширины, цельные, на верхушке обычно тупые или островатые, по краю неглубоко зубчатые или цельнокрайные. Цветочные стрелки в числе нескольких, немного длиннее листьев, под корзинками с небольшим количеством рыхлого паутинистого войлочка.

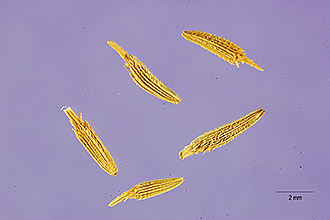
Семена.

Кок-сагыз — один из лучших естественных каучуконосов флоры СССР.

## Значение и применение
В конце 1920-х годов в связи с планируемым резким увеличением производства автомобилей и дороговизной валютных закупок импортного каучука советские организации, ответственные за производство резины,  начали массовый поиск и исследование местных каучуконосов, чтобы не зависеть от бразильской гевеи. Учёные ВАСХНИЛ нашли в юго-восточном Казахстане горный одуванчик көк-сагыз (с каз. — «зелёная жвачка»). С 1933 года был введён в культуру. Культивировался наряду с крым-сагызом (Taraxacum hybernum) и тау-сагызом (Scorzonera tau-saghyz), преимущественно в европейской части СССР. В том числе возделывался в Белорусской ССР. Урожайность кок-сагыза повышали сульфатом цинка.
В 1932 году открылось первое в СССР производство синтетического бутадиенового каучука из этилового спирта по собственной технологии. Однако по прочности этот продукт уступал в 2 и более раз как натуральным, так и импортным синтетическим каучукам, поэтому работы по отечественным каучуконосам продолжались. С 1954 года, в связи с развитием производства изопренового синтетического каучука, плантации кок-сагыза более не культивировались.
В настоящее время в США компания Ford Motor совместно с университетом штата Огайо изучают возможность применения альтернативных источников каучука для автомобильной промышленности. Одним из продуцентов латекса рассматривается Taraxacum kok-saghyz (TKS), известный под названием «Русский одуванчик» (англ. Russian dandelion). Также работы ведутся по проектам EU-PEARLS, затем KZ-PEARLS и Drive4EU совместно с учёными Казахстана.

### Медонос
Хорошее медоносное растение. Дает большое количество пыльцы, особенно с обильно и рано зацветающих двухлетних плантаций, что очень важно для вскармливания пчелиного расплода весной. С более поздно зацветающих плантаций первого года жизни пчёлы берут, главным образом, нектар. Взяток длится 20—25 дней, при этом 1 га хорошего посева может дать до 80—110 кг мёда. Опыт проведенный в 1950 году в Тверской области показал, что при самоопылении завязалось 6,4% семян, а при перекрестном опылении 93,6 %. Рабочий день пчёл в хорошую погоду на плантации был невелик — всего лишь около 4 часов, зато в пасмурную погоду значительно больше и увеличивался до 6—7 часов. При общей массе цветков на 1 га равном 264 млн., общее количество сахара в них составляло 10,82 кг, что соответствует 13,52 кг мёда. При общей продолжительности цветения цветка в 4 дня мёдопродуктивность одного гектара посева кок-сагыза определяется, при однократном выбирании нектара ежедневно в 54,1 кг мёда.